# 羅茲電影學院
羅茲電影學院是波蘭國立電影教育機構，成立於1948年。羅茲電影學校由創校至今一直為本國學生提供免費教育，為波蘭培育大量的電影人材，四年的課程包括：導演、電影攝影、製作管理及演技訓練四大範疇，並著重電影製作的實踐經驗。除了本國學生外，包括來自北歐、德國、英國、愛爾蘭、意大利、西班牙、南韓、日本、巴西及美國等國留學生。學員每年製作短片多達約二百齣，包括劇情片、紀錄片、藝術片、動畫、35米厘或16米厘膠卷、高清或數碼錄像等作品。學生(導演、攝影、製作系)每年要拍兩部短片，一部劇情一部紀錄片。導演系學生要上演員課程，使導演了解演員的心態和困難；所有學生都要學習人文學科、美術史、攝影技巧這些基本科目。波蘭羅茲電影學院有3個5年制的學系：導演、電影攝影及表演系，2年制的電影製作系則供在職電影電視製作人進修，校舍主體為四幢2層高的樓房。

## 著名校友
- 克里斯多夫·奇士勞斯基
- 羅曼·波蘭斯基
- 傑齊·史柯里莫斯基
- 皮奧特爾·舒爾金
- 安德烈·華依達
- 貝婭塔·波茲尼亞克
- 齊伯尼·查馬修瓦斯基
- 克里斯多夫·贊努西
- 贝娅塔·波兹尼亚克
- 霍伊特·范·霍特玛

## 外部連結
- 官方网站 （波兰語）
- 官方网站 （英文）